# Wodna Bania
Wodna Bania – pozostałości dawnej kopalni rud srebra, znajdujące się w Małych Pieninach, na terenie gminy Szczawnica. Wejście do sztolni znajduje się w odległości ok. 350 m od ujścia Palkowskiego Potoku do Grajcarka. Jest trudne do odszukania, gdyż znajduje się w zaroślach. Położone jest na wysokości ok. 580 m n.p.m. po orograficznie prawej stronie koryta potoku. Ma dwa chodniki: górny o długości ok. 11 m i dolny o długości ok. 50 m., połączone pionowym mokrym i ciasnym szybem. Na dnie dolnego chodnika znajdują się dwie studnie wypełnione wodą. Prawdopodobnie prowadzą one do zatopionego jeszcze niższego chodnika. Zwiedzanie jest trudne i niebezpieczne, niezbędna jest latarka. Ze względu na niebezpieczeństwo nie należy robić tego samotnie.
Z kopalnią tą związane są ludowe legendy. Według jednej z nich podziemnym korytarzem prowadzącym do Czerwonego Klasztoru przepłynęła kaczka z kokardą. Znamy jednak również prawdziwą historię tej sztolni. Została ona wykopana w latach 1738–1739 na zlecenia ówczesnego zarządcy tych terenów i namiętnego poszukiwacza skarbów, Pawła Karola Sanguszki. Zatrudnił on niemieckiego fachowca górniczego, niejakiego Andrzeja Bittenera. Przy pomocy miejscowych robotników oraz fachowców sprowadzonych z Saksonii i Węgier rozpoczęto prace wydobywcze w dwóch niedaleko siebie położonych miejscach: na wschodnich zboczach Jarmuty (w tzw. Bani w Jarmucie) oraz w Wodnej Bani. Wybudowano dużym nakładem kosztów piec do wytopu rudy. Jednakże wytop okazał się całkowicie nieudany, ruda zawierała tylko niewielkie ilości srebra i całe przedsięwzięcie splajtowało. Zachowała się dokumentacja, z której wiele dowiedzieć się możemy o realiach życia miejscowej ludności w owych czasach i o samej kopalni.
Szlak turystyki pieszej
 – żółty ze Szlachtowej doliną Palkowskiego Potoku, przez turystyczne przejście graniczne pod Wysokim Wierchem do Wielkiego Lipnika na Słowacji. Od Szlachtowej do granicy 1 h 30 min.